# Kmart
Kmart — мережа роздрібних магазинів у США. На початку 2005 мережа злилася з конкурентом — Сірс, Робак та Компанія, утворивши Sears Holdings Corporation. Kmart також існує в Австралії та Новій Зеландії як Kmart Australia, хоча юридично не має ніякого відношення до американської мережі.
В 1980-ті — 1990-ті роки була третьою найбільшою світовою торговою мережею (після Walmart та Target).
Станом на 2014 рік продовжує функціонувати в складі Sears під найменуванням Kmart, об'єднує понад 1 тис. магазинів в 49 штатах США, а також на Гуамі, Пуерто-Рико та Американських Віргінських островах. Оборот мережі 2010 року оцінювався в $15,6 млрд. Основні товарні групи — одяг, взуття, постіль, меблі, ювелірні вироби, косметика, електроніка, побутова техніка, товари для дому.

## Історія

### Ранні роки
SS Kresge, засновник компанії, яка стане Kmart, познайомився з піонером різноманітних магазинів Френком Вінфілдом Вулвортом, коли працював комівояжером і продавав у всіх 19 магазинах Woolworth на той час. У 1897 році Кресге вклав 6700 доларів, заощаджених на своїй роботі, у магазин, що коштує п’ять і копейки в Мемфісі, штат Теннессі. Він володів першим магазином разом зі своїм колишнім клієнтом жерстяного посуду Джоном МакКрорі. Наступного року Кресдж і МакКрорі додали другий магазин у центрі Детройта. Це були перші магазини SS Kresge.
Після двох років партнерства, він продав МакКрорі свою частку в магазині в Мемфісі плюс 3000 доларів США на повне володіння магазином у Детройті та створив компанію Kresge & Wilson Company зі своїм шурином Чарльзом Дж. Вілсоном.
У 1912 році Кресге заснував компанію SS Kresge в Делавері з вісімдесяти п'ятьма магазинами. У 1916 році Kresge заснував нову компанію SS Kresge в Мічигані й узяв на себе діяльність початкової компанії; Нова компанія в Мічигані — це сучасна компанія Kmart. Компанія вперше була розміщена на Нью-Йоркській фондовій біржі 23 травня 1918 року. Під час Першої світової війни Кресге експериментував із підвищенням ліміту цін у своїх магазинах до 1 долара. До 1924 року Кресге коштував приблизно 375 мільйонів доларів і володів нерухомістю приблизно в 100 мільйонів доларів. Зростання на початку 20-го століття залишалося швидким: у 1924 році було 257 магазинів, а до 1929 року їх кількість зросла до 597. Кресге пішов у відставку з посади президента в 1925 році. Велика депресія знизила прибутковість і призвела до закриття магазинів, а в 1940 році їх кількість зросла до 682. війна, моделі покупок змінилися, і багато клієнтів переїхали з міст у передмістя.

### 1960—1970-ті роки
Під керівництвом виконавчого директора Гаррі Каннінгема компанія SS Kresge відкрила перший магазин з назвою Kmart на площі 27 000 квадратних футів (2 500 квадратних метрів), який Кресге називав «бантам» Kmart і насправді мав бути спочатку Магазин Kresge до кінця процесу планування, 25 січня 1962 року в Сан-Фернандо, Каліфорнія, лише за шість місяців до відкриття першого Walmart, тоді як перший повнорозмірний Kmart площею 80 000 квадратних футів (7 400 квадратних метрів), відкритий 1 березня 1962 року в Гарден-Сіті, штат Мічиган. Каннінгем і Сем Уолтон були натхненні Енн і Хоуп, які кожен із них відвідав у 1961 році. Ще шістнадцять магазинів Kmart було відкрито в 1962 році. Kmart Foods, мережа супермаркетів Kmart (нині — не існує), відкрилася в це десятиліття. Хоча мережа магазинів продовжувала відкривати фірмові магазини Kmart, мережа магазинів офіційно називалася SS Kresge Company.
Засновник компанії Кресге помер 18 жовтня 1966 року у віці 99 років.
Приблизно під час відкриття першого Kmart деякі магазини SS Kresge, які погано працювали, були перетворені на новий бренд «Jupiter Discount Stores», який був задуманий як звичайний одяг з великими знижками. Протягом 1970-х років Kmart припинив діяльність низки роздрібних продавців-конкурентів. Магазини Kresge, Jupiter і Kmart в основному конкурували з іншими мережами магазинів, такими як Zayre, Ames, Bradlees, Caldor, Hills, а також з магазинами MMG-McCrory Stores (McCrory, McLellan, HL Green, JJ Newberry, SH Kress, TG&Y, Silvers' і, зрештою, GC Murphy Co.). У 1977 році компанія SS Kresge змінила назву на K Mart Corporation.

### 1980-ті
У 1980 році віцеголову Бернарда М. Фаубера було обрано головою та генеральним директором Kmart.
У 1981 році відкрився 2000-й магазин Kmart. До кінця 1981 року в США та Канаді було 2055 магазинів Kmart.
У 1987 році корпорація Kmart продала решту своїх 76 магазинів Kresge і Jupiter у США McCrory Stores, і бренди були майже повністю припинені, хоча канадські магазини Kresge і Jupiter продовжували працювати до 1994 року.
Kmart експериментував із кобрендингом у 1985 році, коли кафетерій у магазині в Кантоні, штат Мічиган, був перетворений на Wendy's.
До листопада 1990 року, коли він був переданий Walmart, Kmart був другим за величиною роздрібним продавцем у Сполучених Штатах після Sears. Протягом 1980-х років статки компанії почали змінюватися; багато магазинів Kmart вважалися застарілими та в занедбаному стані. Наприкінці 1980-х і в 1990-х роках корпоративний офіс переніс велику частину свого фокусу з магазинів Kmart на інші компанії, які він придбав або створив, такі як Sports Authority, Builders Square і Waldenbooks.

### 1990–2001: Нове зображення
У 1990 році, намагаючись оновити свій імідж, Kmart представила новий логотип. Було вилучено курсив "K" у старому стилі з бірюзовим "mart" на користь червоної друкованої літери K зі словом "mart", написаним шрифтом і міститься всередині "K". Невдовзі після цього Kmart почав реконструкцію магазинів. Цей логотип був замінений у 2004 році нинішнім логотипом. У 1990 році Little Caesars Pizza відкрила свій перший ресторан Kmart у Рочестері, штат Мічиган (за збігом обставин і Little Caesars, і Kmart були засновані в Гарден-Сіті, штат Мічиган, у 1959 і 1962 роках відповідно). У 1995 році Kmart також спробував змінити себе, використовуючи короткочасну назву Today's Kmart.
У 1991 році компанія трохи змінила свою назву на Kmart Corporation.
У 1992 році Kmart вийшов на ринок Східної Європи, купивши 13 магазинів у колишній Чехословаччині. Ці магазини були розпродані в 1996 році.
Компанія також почала пропонувати ексклюзивні товари Марти Стюарт, Кеті Айрленд, Жаклін Сміт, Лорен Хаттон і Талії. Інші впізнавані бренди включали виключно ліцензований мерчандайзинг продуктів, пов'язаних із Вулицями Сезам і Діснеєм. Актриса і телеведуча Розі О'Доннелл, а також актриса/режисер і продюсер Пенні Маршалл стали одними з найвідоміших представників компанії.